# Mamadou Dembele
 (février 2025).
Motif : personnalité non élue au niveau national. A simplement été nommée chez d'un cabinet ministériel. HC NPP.
- Archive Wikiwix
- Bing
- Cairn
- DuckDuckGo
- E. Universalis
- Gallica
- Google
- G. Books
- G. News
- G. Scholar
- Persée
- Qwant
- (zh) Baidu
- (ru) Yandex
- (wd) trouver des œuvres sur Wikidata

| 1. | Préciser le motif de la pose du bandeau. | Précisez le motif de la pose du bandeau en utilisant la syntaxe suivante : {{admissibilité à vérifier\|date=avril 2025\|motif=remplacez ce texte par le motif}}                      |
| 2. | Informer les utilisateurs concernés.     | Pensez à avertir le créateur de l'article, par exemple, en insérant le code ci-dessous sur sa page de discussion : {{subst:avertissement admissibilité à vérifier\|Mamadou Dembele}} |

Mamadou Dembele né le 7 septembre 1981 à Safané, dans la province du Mouhoun, est un homme d’Etat burkinabè. Il est le Directeur du Cabinet du Premier Ministre Jean-Emmanuel Ouédraogo.

## Biographie

### Enfance & Etudes
Mamadou Dembele naît à Safané. En 2002 après l’obtention du Baccalauréat Série A4, il s’inscrit au département des Lettres Modernes de l’Université Joseph Ki-Zerbo de Ouagadougou. En 2006, il obtient une Maitrise en Grammaire de la langue française et poursuit sa formation à l’Institut Panafricain d’Etudes et de recherches sur les médias, l’information et la communication (IPERMIC) et obtient un Master Professionnel en Communication des Organisations.

### Carrière Professionnelle
Le 29 juin 2023, Mamadou Dembele est nommé Directeur de Cabinet du ministre de la Communication de la Culture, des Arts et du Tourisme, Jean-Emmanuel Ouédraogo,. Conseiller en communication, il a été, pendant une dizaine d’années directeur de la Communication et de la Presse ministérielle au Département chargé de l’Habitat et de l’Urbanisme. Il rejoint l’équipe de communication de la Présidence du Faso en 2017, en tant que rédacteur en chef des Cahiers de la Présidence. Avant de rejoindre la Primature, il est passé par la Radiodiffusion Télévision du Burkina (RTB) et les Editions Sidwaya où il a été Directeur Commercial et Marketing.

## Distinctions
2024 : Chevalier de l’Ordre de l’Etalon